# 拉格諾耶湖
拉格諾耶湖（英語：Lake Lagernoye），是南極洲的湖泊，位於恩德比地，處於格盧博科耶湖以西，由蘇聯探險隊繪入地圖和命名，現時由南極條約體系管理。